# Rutherfordoides
Rutherfordoides es un género de foraminífero bentónico de la familia Fursenkoinidae, de la superfamilia Fursenkoinoidea, del suborden Buliminina y del orden Buliminida. Su especie tipo es Rutherfordia rotundiformis. Su rango cronoestratigráfico abarca desde el Oligoceno hasta la Actualidad.

## Discusión
Clasificaciones previas incluían Rutherfordoides en el suborden Rotaliina del orden Rotaliida.

## Clasificación
Rutherfordoides incluye a las siguientes especies:
- Rutherfordoides rotundata
- Rutherfordoides rotundiformis
- Rutherfordoides subtenuis
- Rutherfordoides virga

Otras especies consideradas en Rutherfordoides son:
- Rutherfordia mexicana, aceptado como Cassidulinoides mexicanus
- Rutherfordia tenuis, aceptado como Evolvocassidulina tenuis